# Аквапланинг
Аквапланинг е възникването на хидродинамичен клин в основата на контакта на гумата на автомобила. Това създава напълно или частично загуба сцеплението, предизвикано от наличието на воден слой, отделящ гумата на автомобила от пътната повърхност. При това транспортното средство става неуправляемо. Най-честата причина е когато колелото не успява да отстрани водата ефективно от мястото на контакт с пътната настилка. Колкото по-голям е водния слой и по-малка дълбочината на протектора на гумата, толкова по-голяма е опасността от аквапланинг.

## Критична скорост и фактори
Изпитанията при условията на полигон показват, че критичната скорост за появата на аквапланинг е 70—100 км/ч. В реални условия критичната скорост зависи от много фактори. Ефектът може да възникне и при 40 км/ч при благоприятни фактори. По-широките гуми по-лесно попадат в аквапланинг от по-тесните, но разбира се има значение вида на протектора.:
- неравности и абразивност на пътя,
- дълбочина и дължина на участъка с водата,
- конструкцията на протектора,
- налягане в гумите,
- износването им,
- окачване на автомобила и др.

## Поведение на автомобила и безопасност
Когато автомобилът попадне с едното колело във водата, мигновено се увеличава съпротивлението на движение и вследствие на това рязко се снижава скоростта на движение съпровождано от удар, при което кормилото може да бъде изтръгнато от ръцете на водача и автомобила да се завърти. Затова кормилото трябва да се държи здраво с ръцете в положение „10-2“ или „9-3“ (по стрелките на часовника).
Честа грешка на водача, с цел да стабилизира автомобила, завърта кормилото и при излизане от водата, сцеплението на колелата отново се възстановява в неочакван момент и променят посоката на движение на автомобила. За предотвратяване на това завъртане кормилото се коригира с кратки премествания и връщане в начално положение, така че при излизане от локвата колелата да са насочени направо.
За прекратяването на аквапланинга специалистите съветват да се отпусне педала на газта: съпротивлението на водата и спирачното действие на двигателя ще доведат до бързо намаляване на скоростта. При автомобили с предно предаване натискането на спирачки може да доведе до блокиране на колелетата и загасване на двигателя, а при задно предаване рязкото спиране може да доведе до занасяне и затова трябва да се спира плавно. За избягването на аквапланинг е необходимо да се навлиза в локвата с ниска скорост и да се преминава по права линия без резки завои. Автомобилите с ABS са по-малко податливи на аквапланинг.

## Конструктивни недостатъци на пътното покритие
Наличието на локви по пътя е конструктивен дефект. Затова не е препоръчително шофирането с висока скорост по нисък клас пътища и такива без предпазни съоръжения. Зимния период благоприятства за задържане на повече вода и киша, а при по-ниски температури дори и тънък леден слой. Тези фактори понякога могат да предизвикат аквапланинг дори и при нормална скорост.

## Гуми за дъжд
Гумите за дъжд намаляват риска от аквапланинг и освен канали по посоката на движение имат и дълбоки канали за отвеждане на водата.
На гумите има означения с пиктограми за дъжд или с думи (rain — дъжд, water или aqua — вода) в наименованието на гумата.